# Henrich Kuckuck
Johann Henrich Philipp Kuckuck (* 12. Februar 1792 in Landau; † 4. April 1846 ebenda) war ein deutscher Landwirt, Bürgermeister und Politiker.

## Leben
Kuckuck war der Sohn von Henrich Christian Kuckuck (* 24. Oktober 1752 in Landau; † 28. August 1818 ebenda) und dessen Ehefrau Sophie Christiane Elisabeth geborene Göbel (* 23. August 1764 in Landau; † 23. September 1817 ebenda). Er war evangelisch und heiratete am 28. Februar 1819 in Landau Catharina Margarete Horchler (* 14. Februar 1793 in Landau; † 3. April 1846 ebenda), die Tochter des Johann Franz Horchler und der Maria Elisabeth geborene Behr.
Kuckuck lebte als Landwirt in Landau, wo er auch Pfennigmeister und 1829 Polizei-Inspektor wurde. Von Herbst 1833 bis Herbst 1836 und von Herbst 1842 bis Herbst 1843 amtierte er als Bürgermeister der Stadt Landau. Als solcher war er von (Herbst) 1833 bis (Herbst) 1836 und vom 11. Februar bis (Herbst) 1843 Mitglied des Landstandes des Fürstentums Waldeck.